# 布祖盧克河 (霍皮奧爾河支流)
布祖盧克河是俄羅斯的河流，位於伏爾加格勒州，屬於霍皮奧爾河的左支流，發源自伏爾加高地西麓，河道全長約314公里，流域面積9,510平方公里，河畔城鎮有新安寧斯基。